# روبرت هاروتیونیان (هنرپیشه)
روبرت وازگنی هاروتیونیان (ارمنی: Ռոբերտ Վազգենի Հարությունյան زاده ۸ ژانویهٔ ۱۹۵۱) یک بازیگر اهل ارمنستان است. وی از سال میلادی تاکنون مشغول فعالیت بوده است.

## زندگی‌نامه
وی در ۸ ژانویه ۱۹۵۱ در گوساناگیوغ به دنیا آمد و از انستیتو دولتی هنری و نمایشی ایروان (۱۹۷۳) فارغ‌التحصیل شد. وی همچنین برندهٔ جوایزی همچون هنرمند افتخاری جمهوری ارمنستان (۲۰۰۷) و مدال طلای اتحادیه کارگردانان نمایشی ارمنستان (۲۰۱۱) شده است.

## یادداشت
1. ↑  ՀԹԳՄ ոսկե մեդալ